# Fläcksnapper
Fläcksnapper (Lutjanus analis) är en fisk i familjen Lutjanidae som finns vid sydöstra Nordamerikas och nordöstra Sydamerikas kuster.

## Beskrivning
Fläcksnappern har en relativt hög kropp med en tvådelad ryggfena (av vilken den  främre delen har 9 – 11 taggstrålar, och den bakre 13 – 14 mjukstrålar), långa bröstfenor och en lång, spetsig analfena (på liknande sätt som ryggfenan består även denna av 3 taggstrålar följda av 7 till 8 mjukstrålar). Färgen är olivgrön längs ryggen och de övre sidorna, bleknande gradvis till rödaktigt vit på buken. Nedanför mitten av ryggfenan har den en svart fläck. Färgteckningen är delvis föränderlig även hos enskilda individer; i vila har den i regel omväxlande ljusa och mörka tvärstreck längs sidorna. Huvudet har en stor mun med relativt små tänder, lika i både under- och överkäken. I överkäken finns dessutom ett antal spetsiga huggtänder avsedda att hålla fast bytet. Längs sidan av huvudet har arten två blå linjer av vilka den övre, bakre sträcker sig från bakom ögat till gälöppningen. Arten kan som mest bli 94 cm lång och väga 15,6 kg.

## Ekologi
De vuxna individerna är stationära fiskar som uppehåller sig nära rev och bottenklippor på öppet vatten och ett djup mellan 25 och 95 m (vanligen 40 till 70), medan ungfiskarna håller till på grunt vatten bland mangrove, i kanaler och vid skyddade kuster, gärna med skyddande sjögräsbotten. Under dagen bildar fiskarna gärna mindre grupper. Arten kan bli uppemot 40 år gammal.

### Föda
Som yngel lever fläcksnappern på plankton nära havsytan, för att som ungfiskar övergå till större plankton och mindre ryggradslösa djur som de fångar bland sjögräs nära bottnen. De vuxna fiskarna lever på räkor, krabbor, snäckor, bläckfiskar och småfisk upp till multfiskar och mindre grymtfiskar.

### Fortplantning
Arten leker i hela sitt utbredningsområde, men främst i nordöstra Västindien. Lektiden sträcker sig från februari (i den centrala delen av utbredningsområdet) till sommaren. Under leken samlas individerna i stora flockar. Äggen och larverna är pelagiska.

## Utbredning
Utbredningsområdet sträcker sig från Massachusetts i USA över Bermuda till sydöstra Brasilien. Arten är vanligast utanför södra Florida, vid Bahamas och Antillerna. I vattnen kring Bermuda är den införd.

## Betydelse för människan
Fläcksnappern anses vara en mycket god matfisk, och är populär som sportfisk. Den är föremål för ett omfattande kommersiellt fiske, som emellertid har gått ner på senare år i takt med att populationen har minskat. IUCN har klassificerat den som nära hotad ("NT"). Den var tidigare (1996) klassificerad som sårbar ("VU"), och IUCN bedömer att om dagens (baserat på 2015) fiskekvoter inte minskar, kan arten återfå denna klassificering.
Arten förekommer även som akvariefisk.